# Peter Breisiger
Peter Breisiger (auch Briesger, Breissiger, Bryssiger; * um 1490 wohl in Saffig, fl. 1516 bis 1542) war ein deutscher Orgelbauer.
Er war in der ersten Hälfte des 16. Jahrhunderts tätig, arbeitete in Deutschland und den Niederlanden. Ab 1518 war er in Koblenz ansässig, wo er 1534 als Schöffe geführt wurde. Breisiger setzte die innovative deutsche Orgelbautradition des vorangegangenen Jahrhunderts (vertreten durch Stephan Kaschendorf, Heinrich Traxdorf und andere) fort, die die alte Blockwerk-Orgel durch die Einführung verschiedener Werke ablöste. Er ging darüber hinaus und erfand verschiedene Arten von Registern (einschließlich einiger Koppeln). Er verfasste auch eine Reihe von Schriften über die Registrierung, die heute zu den wichtigsten derartigen Anweisungen aus dem 16. Jahrhundert zählen.

## Werke
Zu den Orten, an denen Breisiger wirkte, gehören Maria Himmelfahrt (Liebfrauenkirche) in Andernach, mehrere Kirchen (Liebfrauenkirche, Florinskirche, Dominikanerkirche) in Koblenz, die Dominikanerkirche in Maastricht (wo Breisigers Orgel wahrscheinlich von Hendrik Niehoff studiert wurde), die Liebfrauenbasilika (Onze-Lieve-Vrouwe Basiliek) in Tongern und die Kirche St. Amor in Munsterbilzen. 1537 erhielt er den Auftrag zum Umbau der alten Domorgel des Trierer Doms, den er 1538 abschloss.